# كليرنيت (شبكات)
كليرنيت (بالإنجليزية: Clearnet)‏ هو مصطلح عادة ما يشير إلى الأنترنت غير المشفر أوليس من نوع دارك نت أوليس من نوع تور.
هذه الشبكة العالمية التقليدية لديها قاعدة بيانات مجهولة منخفضة نسبياً، ويتم تحديد المستخدمين بواسطة عنوان IP.
المصطلح تم استخدامه بشكل مترادف مع محرك البحث غير التقليدي القابلة للفهرسة الشبكة السطحية بسبب تداخلهما التاريخي عندما  كانت كلها جزءاً من الويب العميق.

## مميزات
بدون استخدام خدمات إخفاء الهوية مثل Tor، لا يكون تصفح clearnet مجهولاً في العادة؛ تحدد معظم مواقع الويب المستخدمين بشكل روتيني من خلال عنوان IP الخاص بهم بالإضافة إلى البيانات الأخرى التي يرسلها العميل.